# Sameting (Noorwegen)

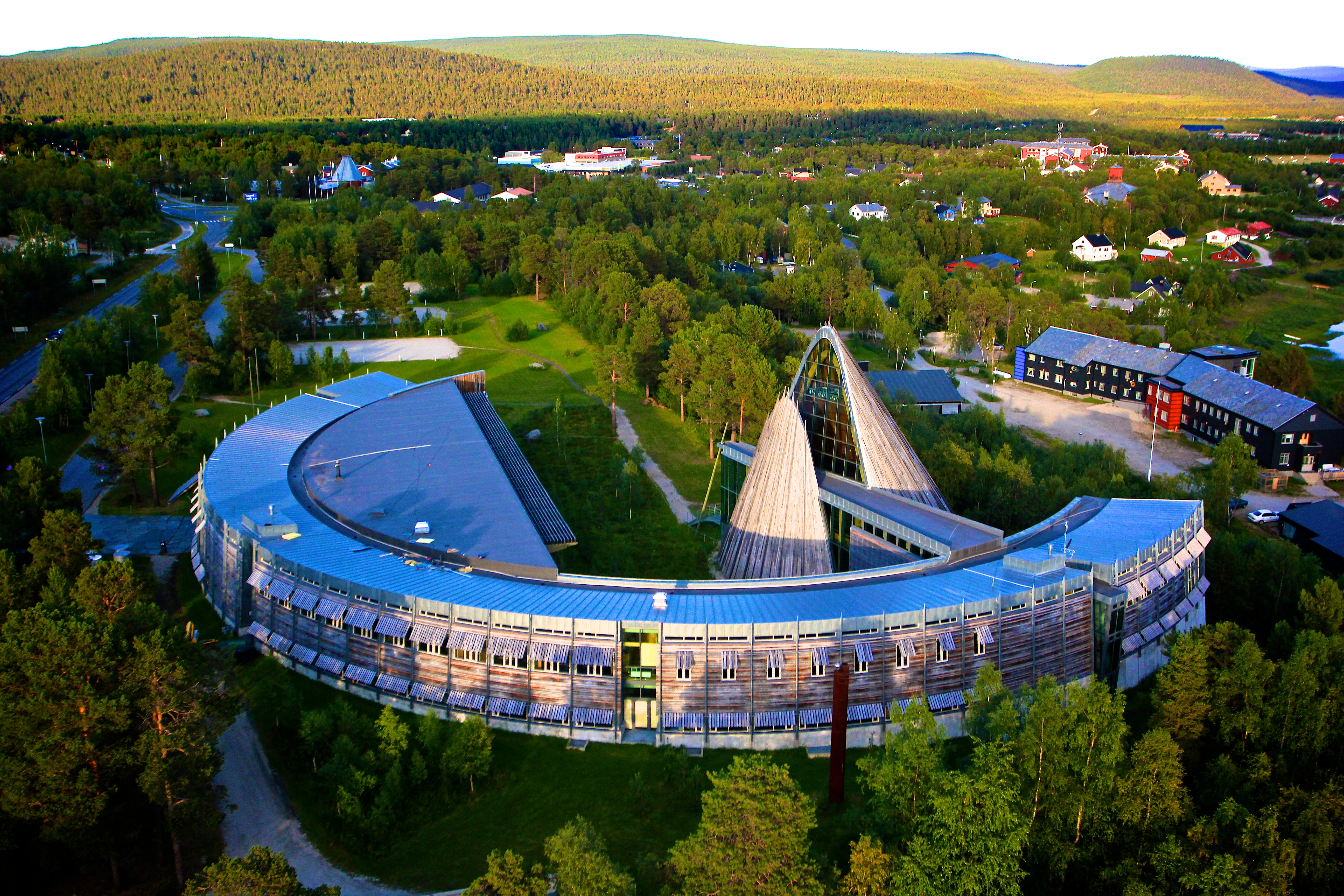
Het parlementsgebouw van de Noorse Samen: Sameting

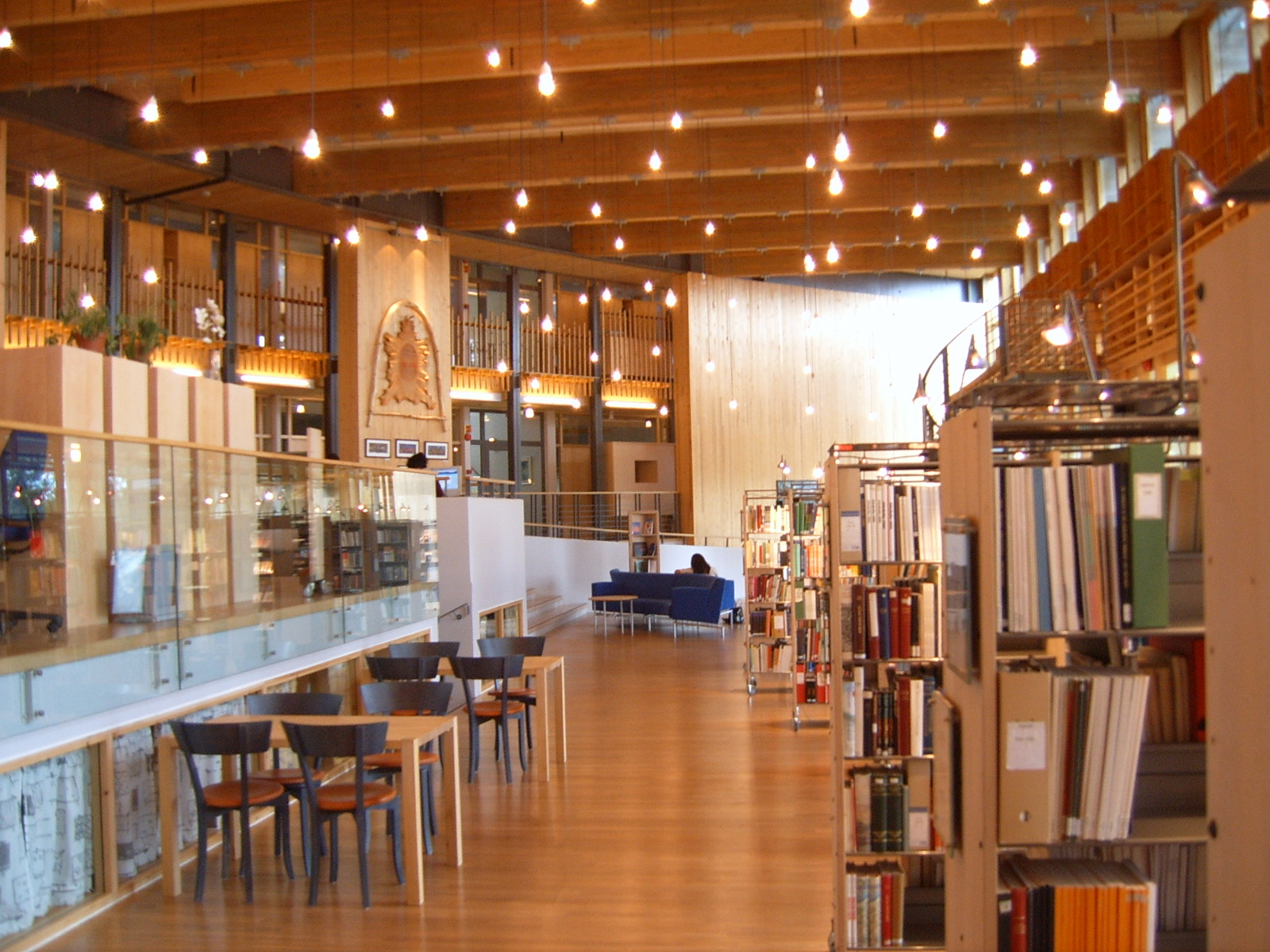
De bibliotheek van het Sameting

Het parlement van de Sami of Sameting in Noorwegen (Noors: Sameting(et), Noord-Samisch: Sámediggi, Lule-Samisch en Pite-Samisch: Sámedigge, Ume-Samisch: Sámiediggie, Zuid-Samisch: Saemiedigkie, Skolt-Samisch: Sääʹmteʹǧǧ) staat in het plaatsje Karasjok in de provincie Troms og Finnmark. Het Sameting werd in gebruik genomen op 9 oktober 1989 in aanwezigheid van de Noorse koning Olav V. Het Sameting in Noorwegen heeft 39 afgevaardigden die om de vier jaar worden verkozen, tegelijkertijd met de reguliere parlementsverkiezingen. Aanvankelijk had het parlement 43 leden, maar dat is later teruggebracht tot de huidige 39. Er zijn ook Samische parlementen in Zweden (in Kiruna)  en Finland (in Inari) , maar de politiek-institutionele positie van de parlementen is zeer verschillend.

## Verantwoordelijkheid
Een van de verantwoordelijkheden van het Sameting is erop toe te zien dat het Samisch, de taal van de Sami, dezelfde status behoudt als het Noors. Een goed voorbeeld hiervan is de situatie in Tysfjord, de enige gemeente in Noorwegen waar de sprekers van het Lule-Samisch het wettelijke recht hebben om met het gemeentebestuur in hun eigen taal te communiceren. Dit blijft echter een dode letter⁣, aangezien de gemeente niemand heeft aangesteld die deze taal machtig is. De rol van het Sameting is actie tegen de gemeente Tysfjord te ondernemen en de situatie desnoods onder de aandacht van de Noorse overheid te brengen.